# Юліус фон Сакс
Юліус фон Сакс (нім. Julius von Sachs або нім. Julius Sachs, або нім. Ferdinand Gustav Julius von Sachs, 2 жовтня 1832 — 29 травня 1897) — німецький біолог, ботанік, професор ботаніки.

## Біографія
Юліус фон Сакс народився 2 жовтня 1832 року у Бреслау.
У ранньому віці Сакс виявив інтерес до природознавства. Після закінчення школи у 1851 році він став приватним помічником фізіолога Яна Евангеліста Пуркинє у Празі. У 1856 році Сакс отримав ступінь доктора філософії, а згодом розпочав свою ботанічну кар'єру, ставши приват-доцентом фізіології рослин у Празькому університеті.
Юліус фон Сакс помер 29 травня 1897 року у Вюрцбурзі.

## Наукова діяльність
Юліус фон Сакс спеціалізувався на насіннєвих рослинах.

## Окремі наукові праці
- 1859: Physiologische Untersuchungen über die Keimung der Schminkbohne (Phaseolus multiflorus).
- 1859: Ueber das abwechselnde Erbleichen und Dunkelwerden der Blätter bei wechselnder Beleuchtung.
- 1862: Ueber das Vergeilen der Pflanzen.
- 1863: Ueber den Einfluss des Tageslichtes auf die Neubildung unt Entfaltung verschiedener Pflanzenorgane.
- 1865: Handbuch der Experimentalphysiologie der Pflanzen.
- 1868: Lehrbuch der Botanik.
- 1871—1872: Die Geschichte der Botanik vom 16. Jahrhundert bis 1860.
- 1875: Geschichte der Botanik vom 16. Jahrhundert bis 1860. — München: Oldenbourg, 1875[9].
- 1882: Die Vorlesungen über Pflanzenphysiologie.
- 1892: Gesammelte Abhandlungen über Pflanzenphysiologie.
- 1894: Mechanomorphosen und Phylogenie.
- 1896: Phylogenetische Aphorismen und ueber innere Gestaltungsursachen oder Automorphosen.

## Вшанування
У 1866 році німецький ботанік Август Гризебах назвав на честь Юліуса фон Сакса рід квіткових рослин Sachsia — Саксія родини Айстрові (Складноцвіті).